# 小行星8808
小行星8808（英語：8808）是一颗围绕太阳公转的小行星。1981年10月24日，舒爾特·巴斯在帕洛马山发现了此天体。
这颗小行星的绝对星等为292.9487496437416等。